# Garaventa (Schiff)
Die Garaventa war ein Minenschiff der deutschen Kriegsmarine im Zweiten Weltkrieg mit einem bewegten Schicksal. Das Schiff begann seine Laufbahn als Minensuchboot M 120 der Kaiserlichen Marine, diente von 1921 bis 1943 in der italienischen Marine und wurde dann von der Kriegsmarine beschlagnahmt und in Dienst gestellt. 1944 wurde es versenkt, 1947 wieder gehoben und von der italienischen Marine erneut in Dienst gestellt. Von 1951 bis 1968 diente es schließlich als Schulschiff einer Schule für Jungen, die in Schwierigkeiten geraten waren.

## Kaiserliche Marine
Das Minensuchboot M 120, ein Boot des Typs Minensuchboot 1916, wurde am 9. März 1917 bei der Actien-Gesellschaft „Neptun“ Schiffswerft und Maschinenfabrik in Rostock auf Kiel gelegt und lief dort am 24. Juli 1918 vom Stapel. Es war 59,3 m lang und 7,3 m breit, hatte 2,15 m Tiefgang und verdrängte 560 t. Zwei Dreifachexpansions-Dampfmaschinen mit zusammen 1850 PS und zwei Schrauben ergaben eine Höchstgeschwindigkeit von 16,0 Knoten. Mit dem Bunkervorrat von 115 t Kohle war ein Aktionsradius von 2000 Seemeilen bei 14 Knoten Marschgeschwindigkeit gegeben. Die Bewaffnung bestand aus zwei 10,5-cm-Schnellfeuergeschützen. Bis zu 30 Minen konnten mitgeführt werden. Die Besatzung bestand ursprünglich aus 40, später etwa 50 Mann.
Das Boot wurde am 20. September 1918 in Dienst gestellt, sah jedoch im Krieg keinerlei Feindeinsätze mehr.

## Italienische Marine
Das Boot wurde am 9. März 1921 außer Dienst gestellt und am 15. Dezember 1921 als Kriegsreparation an die italienische Marine übergeben und von dieser unter dem Namen Abastro in Dienst gestellt. 1925 wurde es in Cotrone umbenannt und nach entsprechender Umrüstung als Minenleger umklassifiziert. 1931 wurde es erneut umbenannt in Crotone. Nach Italiens Eintritt in den Zweiten Weltkrieg diente das Schiff als Schulschiff und zum Legen von zahlreichen Minensperren im Golf von Genua und bei Elba.

## Kriegsmarine
Am 9. September 1943 wurde die Crotone von der deutschen Kriegsmarine in La Spezia beschlagnahmt und am 2. Oktober mit dem Namen Kehrwieder als Minenschiff wieder in Dienst gestellt. Das Schiff wurde der Minenschiffgruppe Westitalien zugeteilt; diese wiederum gehörte innerhalb der 7. Sicherungs-Division zur 3. Geleitflottille, die Geleitaufgaben im Tyrrhenischen Meer, um Sizilien und nach Nordafrika durchführte. Die Kehrwieder erhielt die taktische Nummer G 702 und wurde sowohl im Geleitschutz als auch zum Minenlegen eingesetzt. Ihr letzter Mineneinsatz erfolgte in der Zeit vom 3. bis zum 8. April 1944, als die Minenschiffgruppe Westitalien mit der Oldenburg, der Dietrich von Bern und der Kehrwieder südwestlich von La Spezia die Sperren „Herz Dame“, „Herz König“ und „Herz Bube“ legte. Am 19. Mai 1944 wurde die Kehrwieder bei einem Luftangriff auf La Spezia durch Fliegerbomben versenkt.

## Nachkriegsjahre
Im März 1947 wurde das Wrack gehoben und repariert und von der italienischen Marina Militare in Dienst gestellt.
1951 wurde das Schiff außer Dienst gestellt und dem Istituto Redenzione Garaventa in Genua übergeben, einer 1883 gegründeten privaten Stiftung, die Waisen und mit dem Gesetz in Konflikt geratene Jungen unter 16 Jahren durch eine Verbindung von Schule und Schifffahrtsausbildung einen neuen Halt zu geben trachtete. Das Schiff wurde nach Renovierung in Garaventa umbenannt, nach Nicolò Garaventa (* 1848 in Uscio, † 1917 in Genua), dem Gründer des Instituts. Dauerhaft im Hafen von Genua vertäut, diente es bis 1968 als Schulschiff zur Ausbildung und sozialen Rehabilitation Jugendlicher. Das Institut wurde im Dezember 1977 geschlossen, und das Schiff wurde 1978 abgewrackt.